# グレッグ・スミス
グレッグ・スミス（Greg Smith、1968年7月16日 - ）は、フィジーの元ラグビー選手。

## プロフィール
- フィジー出身[1]。
- 現役時代のポジションはフランカー(FL)。
- 身長 196cm、体重 110kg
- 日本代表通算キャップ数は17でラグビーワールドカップ1999の日本代表に選ばれた[2]。

## 略歴
カンダベリーを経て、1996年、トヨタ自動車(現・トヨタヴェルブリッツ)に加入。